# Ppb
ppb(영어: parts per billion)는 10억 분의 1(10-9)이라는 뜻이며, 용액 1,000,000,000 g에 들어있는 용질의 g 수를 나타낸다. 1 ppb는 0.0000001 %와 같다.
주로 대기나 지각 속에 포함되어 있는 미량 성분의 농도를 나타낼 때 사용된다.